# Harry van der Laan (astronoom)

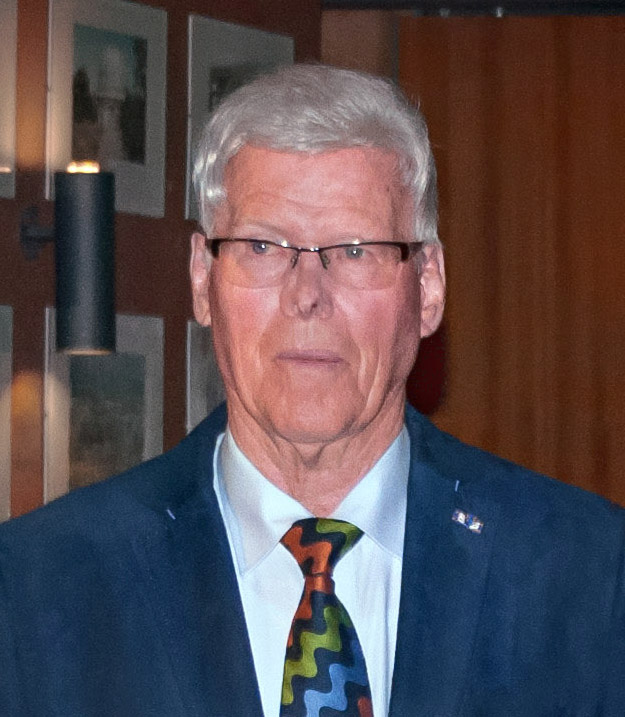
Harry van der Laan (2018)

Harm (Harry) van der Laan (Blijham, 3 oktober 1936) is een Nederlands astronoom en hoogleraar radioastronomie aan de Universiteit Leiden.

## Carrière
Na emigratie naar Canada in 1953 studeerde van der Laan wiskunde en natuurkunde aan de University of Western Ontario. Hij promoveerde in 1963 in Cambridge (Cavendish-laboratorium) bij Martin Ryle op een proefschrift met de titel Nonthermal cosmic radio sources.
Na zijn promotie werkte hij als associate professor aan de University of Western Ontario (1964–1967), bezocht als research associate het National Radio Astronomy Observatory (1965-1967) en werd in 1967 aangesteld aan de Universiteit Leiden (Sterrewacht Leiden, eerst als wetenschappelijk medewerker, later als wetenschappelijk hoofdmedewerker. In 1969 volgde de benoeming tot gewoon lector in de radioastronomie, gevolgd door benoemingen als
gewoon hoogleraar (1970) en buitengewoon hoogleraar (1987).
In 1988 werd van der Laan benoemd tot directeur-generaal van het European Southern Observatory als opvolger van Lodewijk Woltjer, waar hij bleef tot 1992. In deze periode werd begonnen met de bouw van de Very Large Telescope.
Na 1993 werd hij hoogleraar sterrenkunde aan de Universiteit Utrecht en had een wetenschappelijk adviesbureau. Sinds 2001 is van der Laan emeritus-professor.
Onder zijn promovendi zijn onder andere Edwin Valentijn en Willem Bijleveld.

## Onderzoek
Van der Laan deed onderzoek op het gebied van radiosterrenstelsels en quasars.

## Genoemd naar van de Laan
- Planetoïde (2823) van der Laan